# Ленглі (станція)
51°30′29″ пн. ш. 0°32′31″ зх. д. / 51.508° пн. ш. 0.542° зх. д.
Ленглі (англ. Langley) — залізнична станція у Ленглі, передмісті Слау, Беркшир, Англія. Розташована за 26.1 км від Лондон-Паддінгтон, між Слау та Айвер. Станція обслуговує потяги Great Western Railway та Crossrail. Пасажирообіг на 2017/18 — 0.815 млн. осіб.
4 червня 1838 — відкриття станції у складі Great Western Railway

## Послуги
| Попередня станція | Лінія | Лінія                                         | Лінія | Наступна станція |
| ----------------- | ----- | --------------------------------------------- | ----- | ---------------- |
| Слау              |       | Great Western Railway Great Western Main Line |       | Айвер            |
| Слау              |       | Crossrail Elizabeth line                      |       | Вест-Дрейтон     |